# Hans-Joachim Jürgens
Hans-Joachim Jürgens (* 1972 in Einbeck) ist ein deutscher Fachdidaktiker.

## Leben
Jürgens studierte von 1994 bis 2000 Deutsch und Geschichte für Magister und Höheres Lehramt an der Universität Hannover. Nach seiner Promotion im Jahr 2003 im Fach Deutsche Literaturwissenschaft an der Universität Hannover absolvierte er von 2004 bis 2005 sein Referendariat. Im Jahr 2014 legte er im Fach Pädagogik an der PH Karlsruhe seine zweite Promotion ab.
Von 2005 bis 2011 war Jürgens Studienrat im Hochschuldienst an der Westfälischen Wilhelms-Universität Münster und übernahm zugleich eine Professurvertretung an der Carl von Ossietzky Universität Oldenburg. Anschließend wurde er bis 2016 als Universitätsprofessor für Literatur- und Mediendidaktik an der Universität Münster übernommen. Nach einer einjährigen Professurvertretung an der RWTH Aachen und einem weiteren Jahr als Oberstudienrat im Hochschuldienst in Münster übernahm er im Jahr 2018 an der  Philosophischen Fakultät der RWTH Aachen das Lehr- und Forschungsgebiet „Fachdidaktik Deutsch“.
Jürgens Arbeitsschwerpunkte sind literarisches Lernen und ästhetische Bildung, Leseförderung mit analogen und digitalen Medien; Krimididaktik sowie Kinder- und Jugendliteratur und ihre Didaktik.
Im Jahr 2018 wurde Jürgens in der Kategorie „Herausragende Leseförderung mit digitalen Medien“ mit dem Deutschen Lesepreis ausgezeichnet.

## Schriften (Auswahl)
- Don Juan. Konstruktion und Destruktion eines Männlichkeitsideals in Literatur und Gesellschaft des deutschen Kaiserreichs von 1871. Hannover 2003, ISBN 3-932152-14-X.
- Hg.: Don Juan. Spuren des Verführers. Hamburg 2008, ISBN 978-3-8300-3729-3.
- Ästhetische Bildung, literarisches Schreiben und Neue Medien. Zum didaktischen Potential von Karl Mays Erzählungen für die Jugend. Husum 2014, ISBN 978-3-941629-11-0.
- mit Helmut H. Spiekermann: Niederdeutsch in der Grundschule. Unterrichtsmaterialien für die 3./4. Klasse an Grundschulen im Münsterland. Münster 2017, ISBN 3-8405-0160-1.